# Claopodium prionophyllum
Claopodium prionophyllum là một loài Rêu trong họ Thuidiaceae. Loài này được (Müll. Hal.) Broth. mô tả khoa học đầu tiên năm 1908.